# یواس‌اس کورسان (ای‌وی‌پی-۳۷)
یواس‌اس کورسان (ای‌وی‌پی-۳۷) (به انگلیسی: USS Corson (AVP-37)) یک کشتی بود که طول آن ۳۱۰ فوت ۹ اینچ (۹۴٫۷۲ متر) بود. این کشتی در سال ۱۹۴۴ ساخته شد.